# یواس‌اس میدولارک (ای‌ام‌اس-۱۹۶)
یواس‌اس میدولارک (ای‌ام‌اس-۱۹۶) (به انگلیسی: USS Meadowlark (AMS-196)) یک کشتی بود که طول آن ۱۴۴ فوت ۳ اینچ (۴۳٫۹۷ متر) بود. این کشتی در سال ۱۹۵۴ ساخته شد.